# 赵富栋
赵富栋（1954年—），河南淮阳人，汉族，武警少將丶第十一届全国人民代表大会湖南地区代表。
毕业于西安政治学院法学专业，是中共党员。担任武警部队湖南省总队政委。2008年起担任全国人大代表。